# Brasilicereus phaeacanthus
Brasilicereus phaeacanthus là một loài thực vật có hoa trong họ Cactaceae. Loài này được (Gürke) Backeb. mô tả khoa học đầu tiên năm 1942.

## Hình ảnh

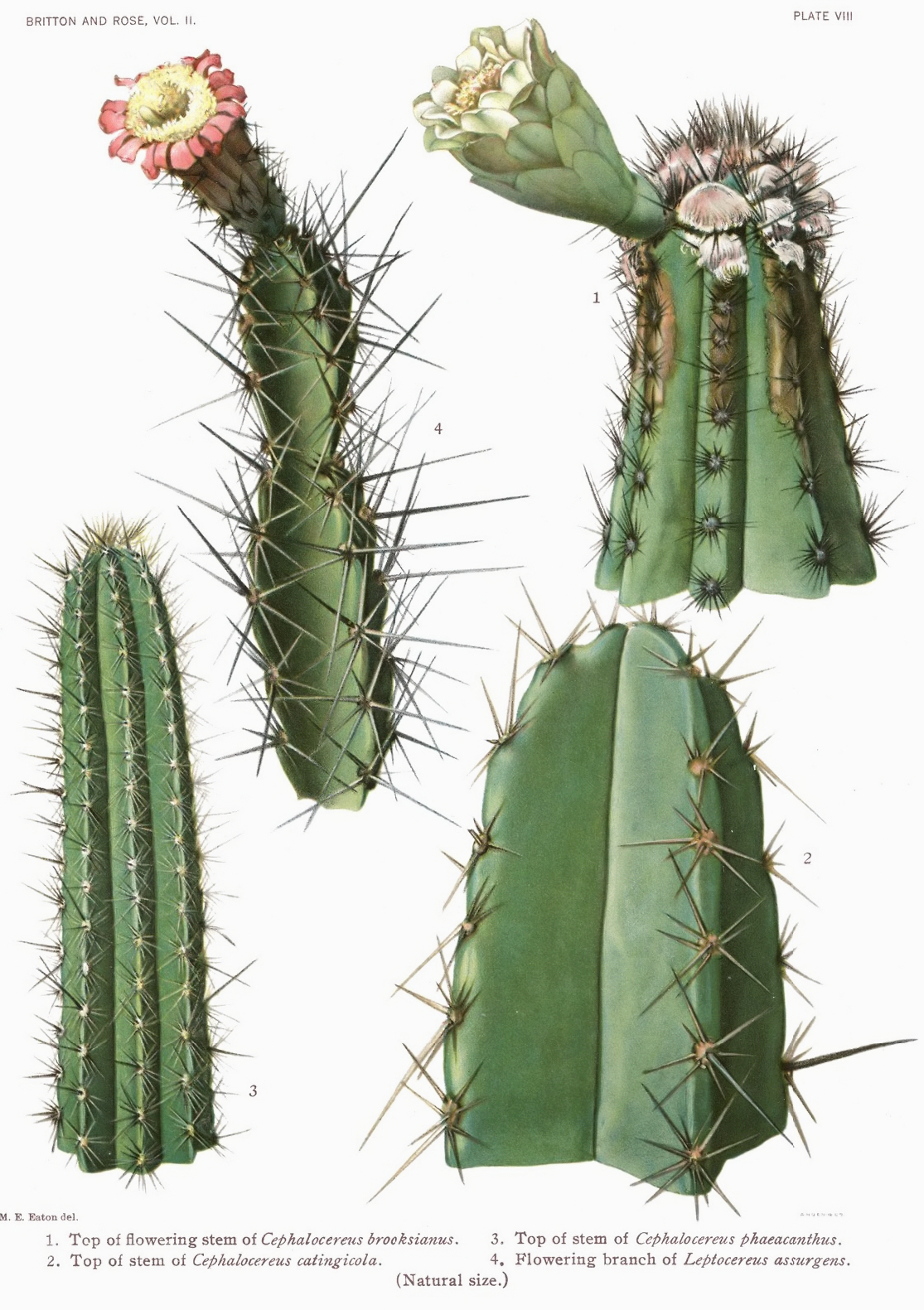